# Gene Kelly
Eugene Curran Kelly, uměleckým jménem Gene Kelly (23. srpna 1912 Pittsburgh, Pensylvánie, USA – 2. února 1996 Beverly Hills, Los Angeles, Kalifornie, USA) byl americký zpěvák, herec, tanečník, choreograf, režisér a filmový producent.
Hudbě a tanci se věnoval již od svého dětství. Po ukončení střední školy a studoval na Pittsburské univerzitě, ale hospodářská krize ho donutila studia ukončit a věnovat se profesionálně tanci. Měl i svoji vlastní taneční školu. Od konce 30. let se začal objevovat v menších rolích i na Broadwayi. V americkém filmu se poprvé objevil v roce 1942 společně s tehdejší filmovou hvězdou Judy Garlandovou a od té doby jeho popularita postupně vzrůstala. Od roku 1949 začal i sám režírovat.
Na počátku 50. let natočil asi své dva vůbec nejznámější snímky, jednak film Američan v Paříži z roku 1951 a dále v roce 1952 Zpívání v dešti, vyhlášené Americkým filmovým institutem roku 2006 nejlepším filmovým muzikálem všech dob.